# Kasachstan-Partei Alasch

Flagge der Kasachstan-Partei Alasch

Kasachstan-Partei Alasch (Alasch) ist der offizielle Name einer nicht registrierten politischen Partei in Kasachstan, welche am 15. Juli 2002 durch Namensänderung gegründet wurde. Sie beruft sich auf die historische Alasch-Partei und definiert sich als deren Nachfolgeorganisation. 
Zuvor agierte diese Partei unter den Bezeichnungen Alasch – Partei der nationalen Unabhängigkeit (1990–1994) und Nationale Freiheit-Partei Alasch (1999–2002).
Die Alasch – Partei der nationalen Unabhängigkeit galt als radikal-nationalistische islamische Partei, welche neben Kasachstan auch in Kirgisistan politisch tätig war.

## Mitgliederentwicklung
Nach Eigenaussagen besaß die neue Partei um 2000 bereits 30.000 Mitglieder, die bis 2003 auf etwa 50.000 angestiegen seien. Dieser offiziellen Parteiaussage widersprach am 5. April gleichen Jahres das kasachische Innenministerium jedoch vehement.

## Geschichte

### 1990–1994

#### Gründung
Als Folge des Zusammenbruchs der damaligen Sowjetunion schlossen sich am 14./15. April 1990 auf einem Gründungskongress in Almaty etwa 200 nationalistische Kasachen und Kirgisen zu einer islamistisch-nationalistischen Partei zusammen, welche den Namen Alasch – Partei der nationalen Unabhängigkeit (Kurzbezeichnung „Alasch“) erhielt. 
Ihre Gründung erfolgte vor allem als Reaktion auf die neu gegründeten und vom russischen Nationalismus getragenen Parteien in Kasachstan und Kirgisistan; Vorsitzender wurde der Kasache Sarkytbek Imaschew.
Die neue Partei berief sich auf die Traditionen der ehemaligen Alasch-Partei (1917–1920) und forderte den Zusammenschluss aller von Kasachen und Kirgisen bewohnten Gebieten. Parteiorgan wurde die Zeitung „Alasch“, die seit Mai 1990 herausgegeben wurde.

#### Politisches Programm

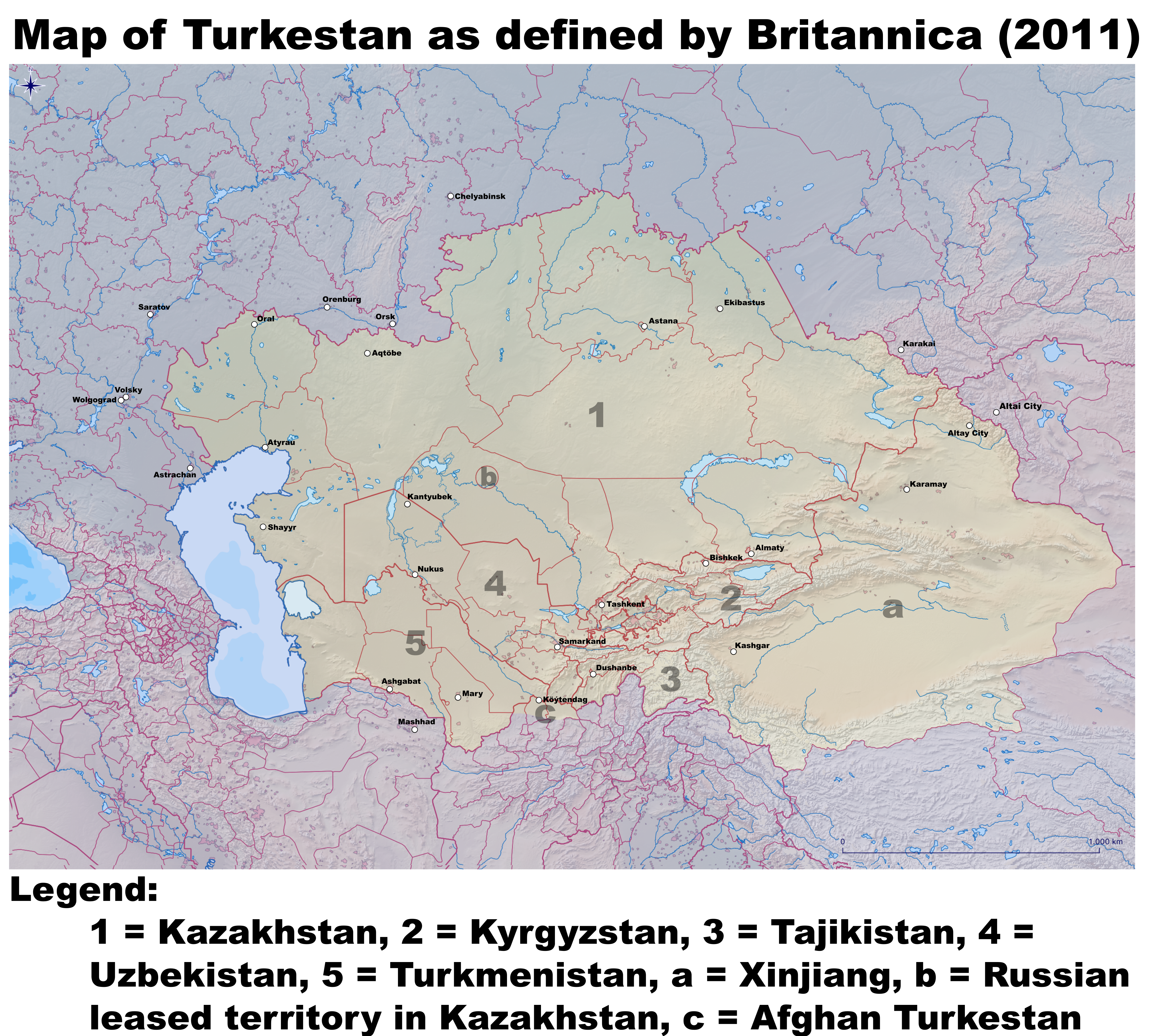
„Groß-Turkestan“ nach Gebietsdefinition der Turkestan-Partei und der Partei der nationalen Freiheit Alasch

Die neue Alasch-Partei, und die später aus ihr hervorgegangene Nationale Freiheits-Partei Alasch, galt innerhalb der damaligen Sowjetunion (Kasachische SSR, Kirgisische SSR) als eine der politisch radikalsten Parteien, deren Zielsetzungen sich an jenen der historischen Alasch-Partei orientierten.
Sie vertrat hauptsächlich fünf Punkte:
1. Erreichung eines unabhängigen, souveränen kasachischen Nationalstaates (der auch die Kirgisische SSR beinhaltet hätte),
2. Förderung der Idee des Panturanismus in Form von Einheit der Turkvölker sowie der islamischen Solidarität,
3. nationale Wiedergeburt Kasachstans als historischer Kern als des noch zu schaffenden türkisch-islamischen Staates von Groß-Turkestan,
4. Verbesserung des Lebensstandards der Kasachen und anderer Turkvölker in den benachbarten türkisch-islamischen Staaten und
5. Abwehr der neololonialen Expansions vonseiten Russlands und anderer Staaten.

Dieses Fünf-Punkte-Programm umfasste damit zum einen die Erneuerung des Islam in Zentralasien und damit verbunden die Abschaffung der kyrillischen Alphabete, als auch die Wiedereinführung der arabischen Schrift für alle zentralasiatischen Sprachen, was deren Wiederanbindung an den arabisch-persischen Kulturraum bedeutete. Zum anderen hätte die Schaffung der „Vereinigten Staaten von Turkestan“ im Sinn des Panturkismus alle zentralasiatischen Turkvölker einerseits als auch die Einbindung des persischsprachigen Tadschikistan beinhaltet.
Die Erreichung dieser Ziele hätte die Vollendung des 1917 begründeten Alasch-Orda-Staates in seiner Maximalausdehnung (einschließlich der Kokander Autonomie) dargestellt. Die Verbesserung des Lebensstandards der Kasachen (und Kirgisen) sowie die Abwehr neokolonialer Bestrebungen Russlands gedachte die Partei mittels massiver Rückführung aller nicht türkischen Ethnien (vor allem Russen und Ukrainer) sowie der größeren ethnischen Minderheiten zu erreichen. Kleinere Minderheiten gedachte man mittels sozialer Assimilation in dieses zu schaffende Staatengebilde zu integrieren.

#### Registrierung als Partei, Mitgliederentwicklung und Aktivitäten
Die Alasch-Partei der nationalen Unabhängigkeit ließ sich recht spät, erst am 26. Dezember 1992, als offizielle politische Partei registrieren. Von ihren damals 3000 Mitgliedern lebten etwa 30 in der Stadt Almaty.
Bereits zuvor, im Dezember 1991, kurz nachdem die politische Zusammenarbeit mit der Turkestan-Partei begonnen hatte, fanden in Almaty Unruhen statt, in denen auch Mitglieder der Alasch-Partei involviert waren. Infolgedessen wurden zahlreiche Parteimitglieder verhaftet und die politische Parteiführung floh größtenteils ins turksprachige Ausland, von wo aus diese weiter gegen die kasachische Regierung agierte.

#### Zusammenarbeit mit der Turkestan-Partei
Ab 1991 arbeiten die Alasch-Partei ⁣und die im selben Jahr gegründete Turkestan-Partei eng zusammen, die sich durch einen extremistisch-islamischen Fundamentalismus auszeichnete. Auch diese politische Partei vertrat einen Panturkismus und mit diesem verbunden die Erneuerung des Islam innerhalb der zentralasiatischen Turkvölker sowie die „Rückführung“ aller Nichtmuslime aus Zentralasien.
Beide Organisationen verfolgten also dieselben nationalistischen Ziele.

#### Parteiverbot
Ab 1993 wurde die politische Parteitätigkeit in Kasachstan eingestellt, und nachdem einige Parteimitglieder der Alasch den damaligen kasachischen Präsidenten Nursultan Nasarbajew grob beleidigten, wurde die Alasch-Partei 1994 von der kasachischen Regierung als faschistoid verboten.
Deren Mitglieder schlossen sich nun anderen kasachischen Parteien an, wo sie sich zwar als gemäßigt national-demokratisch gaben, tatsächlich aber dort den militanten rechten Parteiflügel bildeten. Im benachbarten Kirgisistan spielte die Alasch-Partei bereits zu dieser Zeit keine politische Rolle mehr.

### 1999–2002
Am 23. Mai 1999 fand infolge eines Gründungskongresses die Neugründung der in Kasachstan fünf Jahre zuvor verbotenen Alasch-Partei statt. Als neue Parteibezeichnung nahm die wieder begründete Partei den Namen Nationale Freiheits-Partei Alasch an. Bereits am 11. August gleichen Jahres ließ sich die neue Partei als politische Partei registrieren und wurde behördlich so für kommende Wahlen zugelassen.

### 2002–heute
Aufgrund behördlichen Drucks, und um einem erneuten Parteiverbot zuvorzukommen, gab sich die Nationale Freiheits-Partei Alasch am 15. Juli 2002 mit Kasachstan-Partei Alasch einen neuen Namen, da ihr von offiziellen Stellen die Verwendung des Attributs „national“ verboten worden war.